# La Moneda

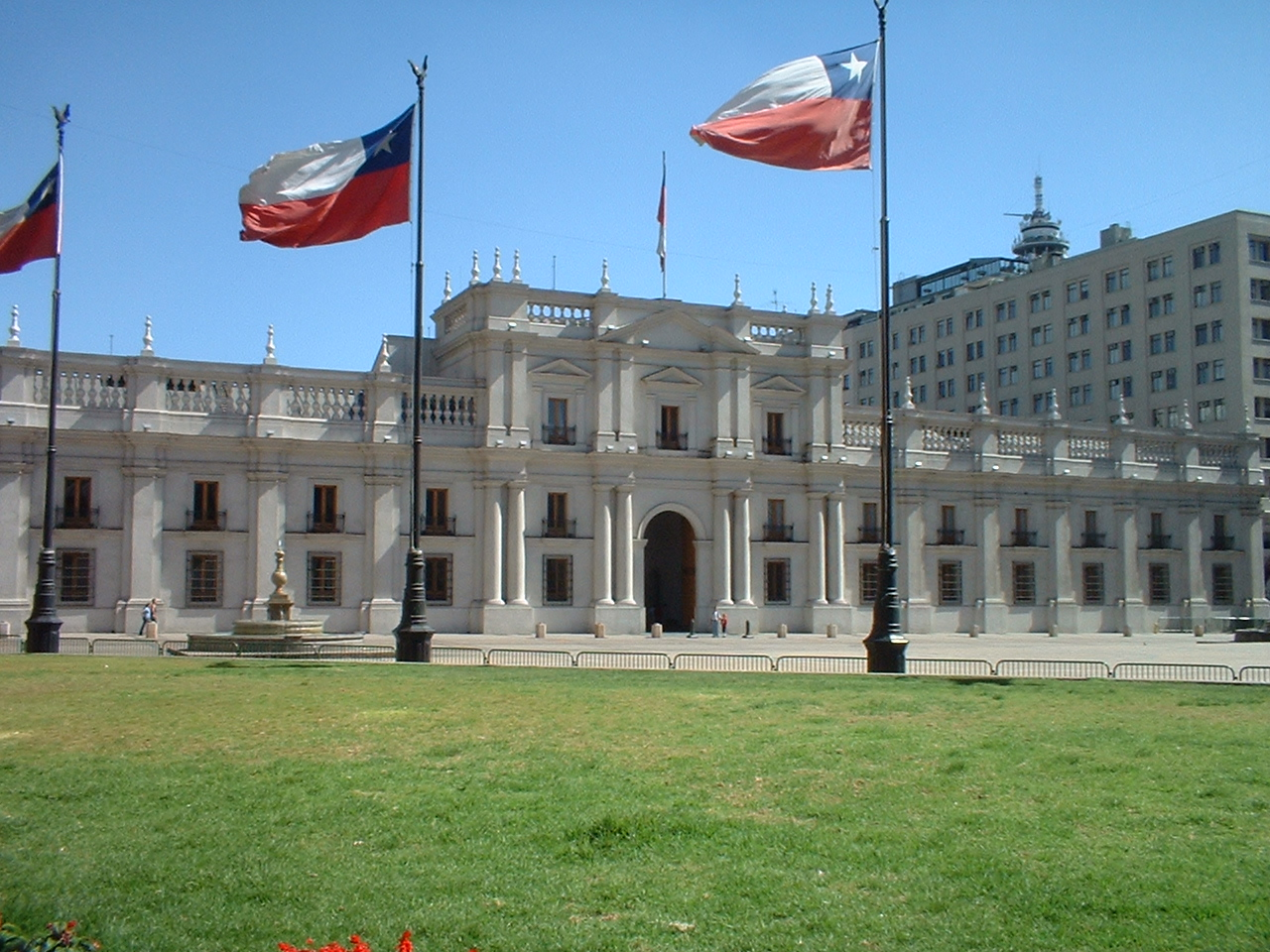
La Moneda

Der Palacio de La Moneda (span. Palast La Moneda) ist die einstige Münzprägeanstalt (Fábrica de la moneda) Chiles bis 1847 und der heutige chilenische Präsidentenpalast, in dem sich der Amtssitz, nicht jedoch die persönliche Residenz des chilenischen Präsidenten befindet. Er steht an der Alameda, der zentralen Prachtstraße in Santiago de Chile. Erbaut wurde er zwischen 1786 und 1812. Der Palast wurde am 6. Juli 1951 durch eine Regierungsverordnung des Präsidenten Gabriel González Videla zum Nationaldenkmal erklärt. Er wurde bekannt als Schauplatz des blutigen Militärputsches vom 11. September 1973 gegen Salvador Allende durch den General und späteren Diktator Augusto Pinochet.

## Beschreibung

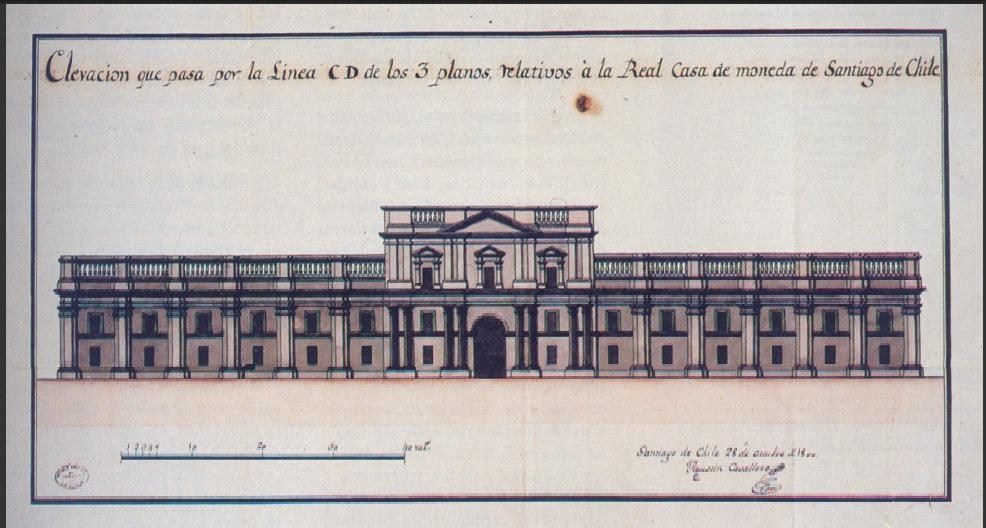
„Casa de Moneda“, Zeichnung von Agustín Caballero, 1800. Generalarchiv von Indien, Sevilla
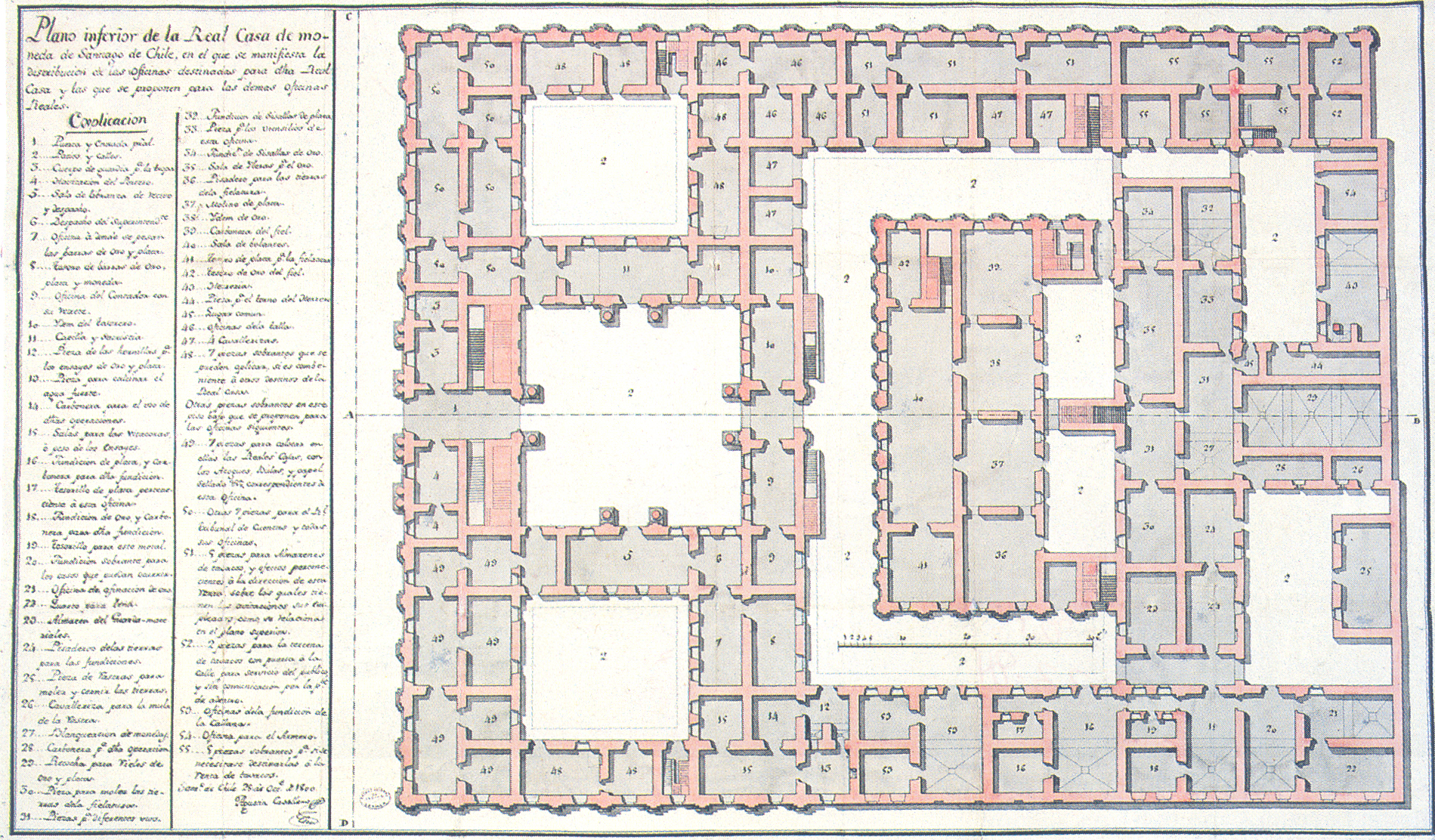
„Casa de Moneda“, Zeichnung von Agustín Caballero, 1800. Generalarchiv von Indien, Sevilla
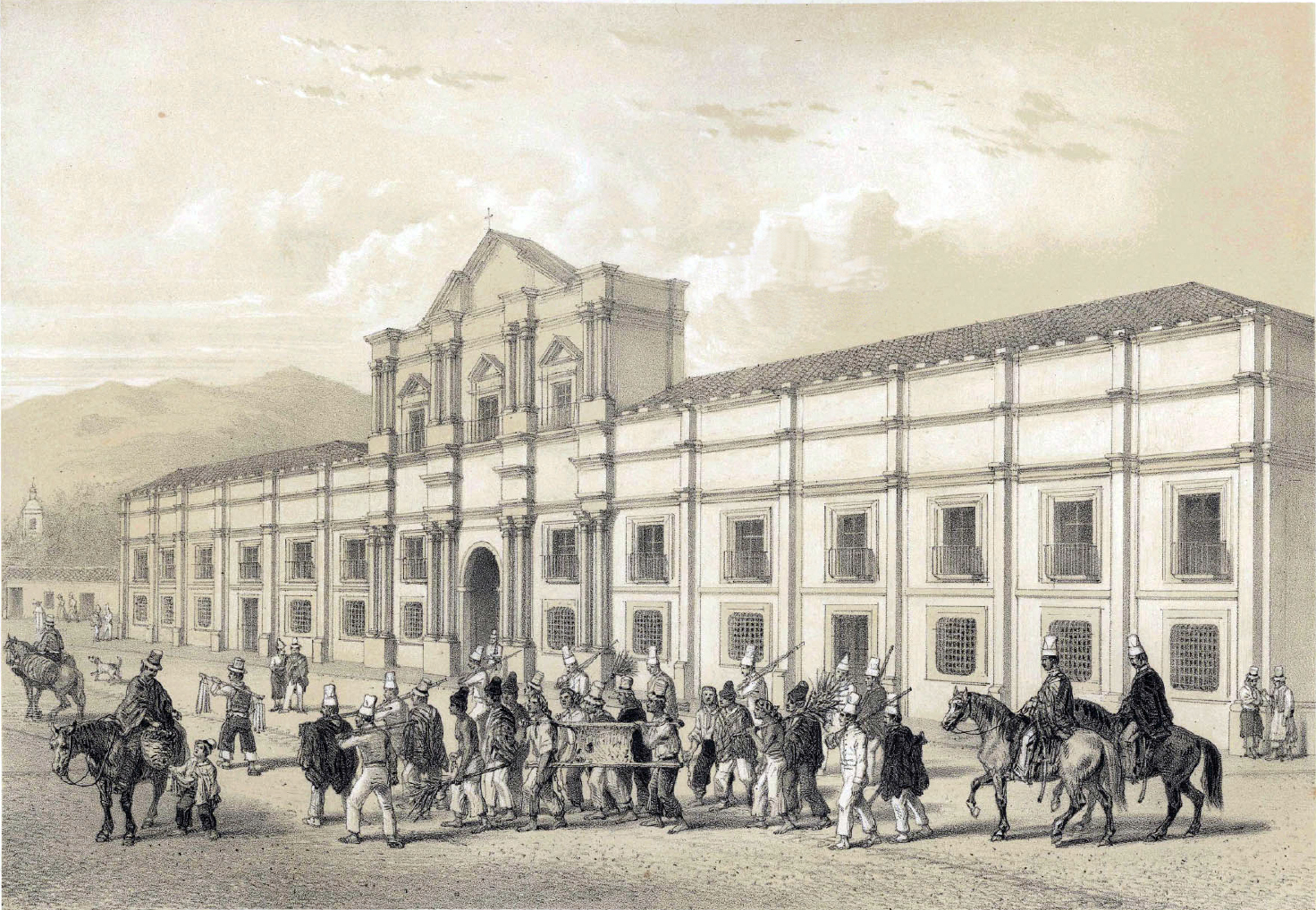
„Palacio de La Moneda“. Atlas de la Historia Física y Política de la República de Chile" de 1854. Claudio Gay

Der Palast ist ein Bauwerk des italienischen Architekten Joaquín Toesca (it. Gioacchino Toesca e Ricci), das 1805 von der spanischen Krone in Dienst gestellt wurde. Baulich wurde er nach den Schäden der Bombardierung nach 1973 äußerlich renoviert und im Inneren verändert, wobei der neoklassizistische Stil immer erhalten blieb. Im Untergeschoss des Palastes befindet sich das Kulturzentrum, in dem auch die Nationale Kinemathek (Cineteca Nacional) liegt. Er hat zwei Innenhöfe: den Patio de los Naranjos (Orangenbäume-Innenhof) und den Patio de los Cañones (Kanonen-Innehof). An der Außenseite der Palastfassaden befinden sich zwei Plätze: der Plaza de la Constitución (span. Verfassungsplatz) auf der Vorderseite und der Plaza de la Ciudadanía (Platz der Staatsbürgerschaft) auf der Rückseite, wo die Avenida Libertador General Bernardo O’Higgins liegt. Die Carabineros-Palastgarde ist die offizielle Sicherheitsbehörde, die diesen Palast seit 1932 und auch das Gebäude des Nationalen Kongresses bewacht.

### Zweihundertjahrfeier Projekt
Anlässlich der Proyecto Bicentenario (Zweihundertjahrfeier Projekt) der Republik begannen die Arbeiten an der Verbindung der Paseo Bulnes (span. Bulnes-Promenade) mit der neuen Plaza de la Ciudadanía. Unter diesem Platz befindet sich das Kulturzentrum La Moneda, das im Januar 2006 offiziell eingeweiht wurde.
2010 wurde anlässlich der Gedenkfeierlichkeiten zum zweihundertjährigen Bestehen der Unabhängigkeit des Landes die „zweihundertjährige Flagge“ (Bandera Bicentenario) vor dem Platz der Staatsbürgerschaft gehisst. Sie ist eine 27 m lange chilenische Nationalflagge.

## Kulturerbe
Der Palast ist ein nationales Denkmal für das architektonische Erbe der Metropolregion, ebenso wie die Räumlichkeiten der Präsidentenresidenz Cerro Castillo in der Region Valparaíso. Beide Gebäude verfügen über mehrere Werke mit Denkmalcharakter und Werke der historischen Konservierung für die Republik Chile.

## Galerie

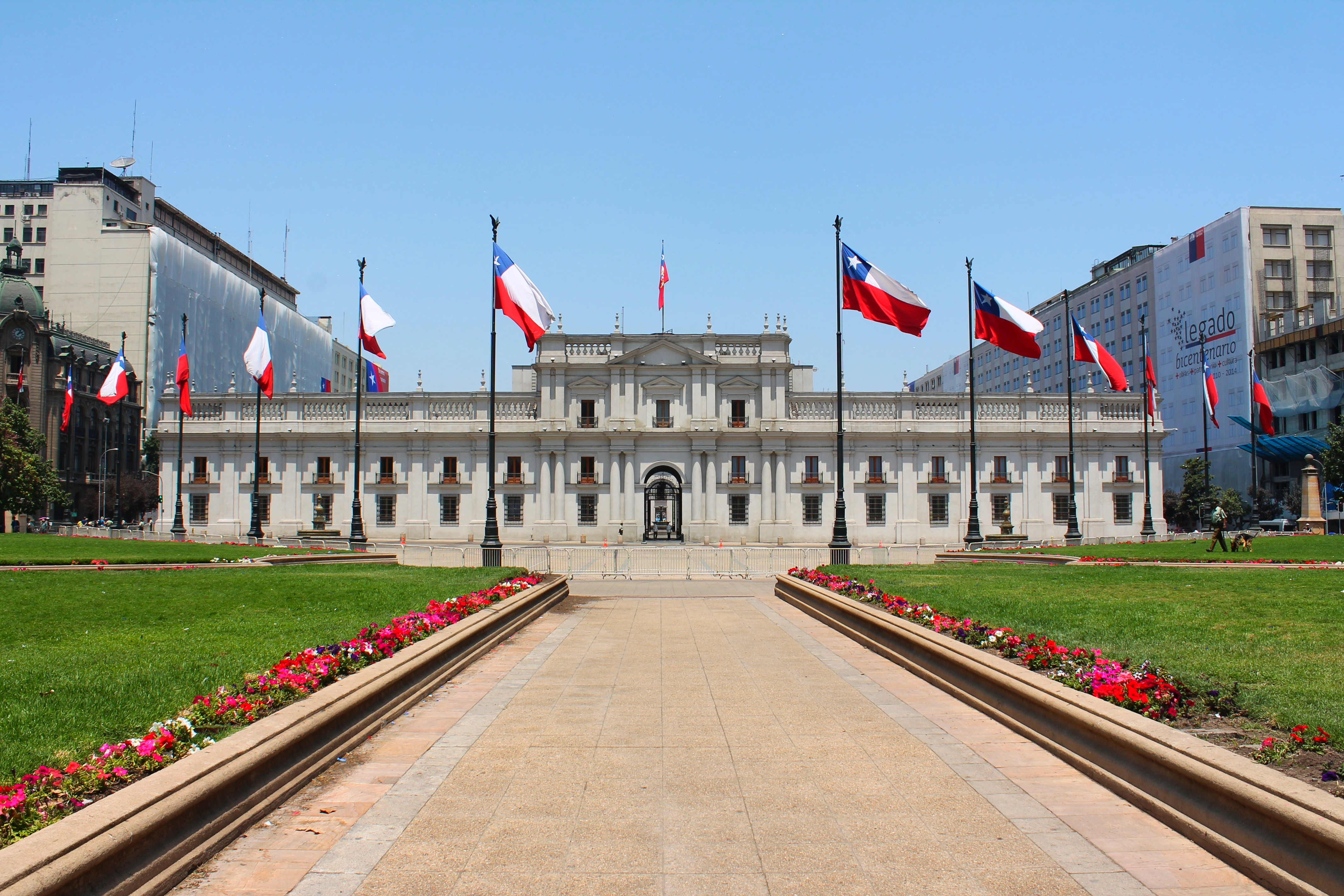
Blick nach Süden, über den Plaza de la Constitución. Palast La Moneda
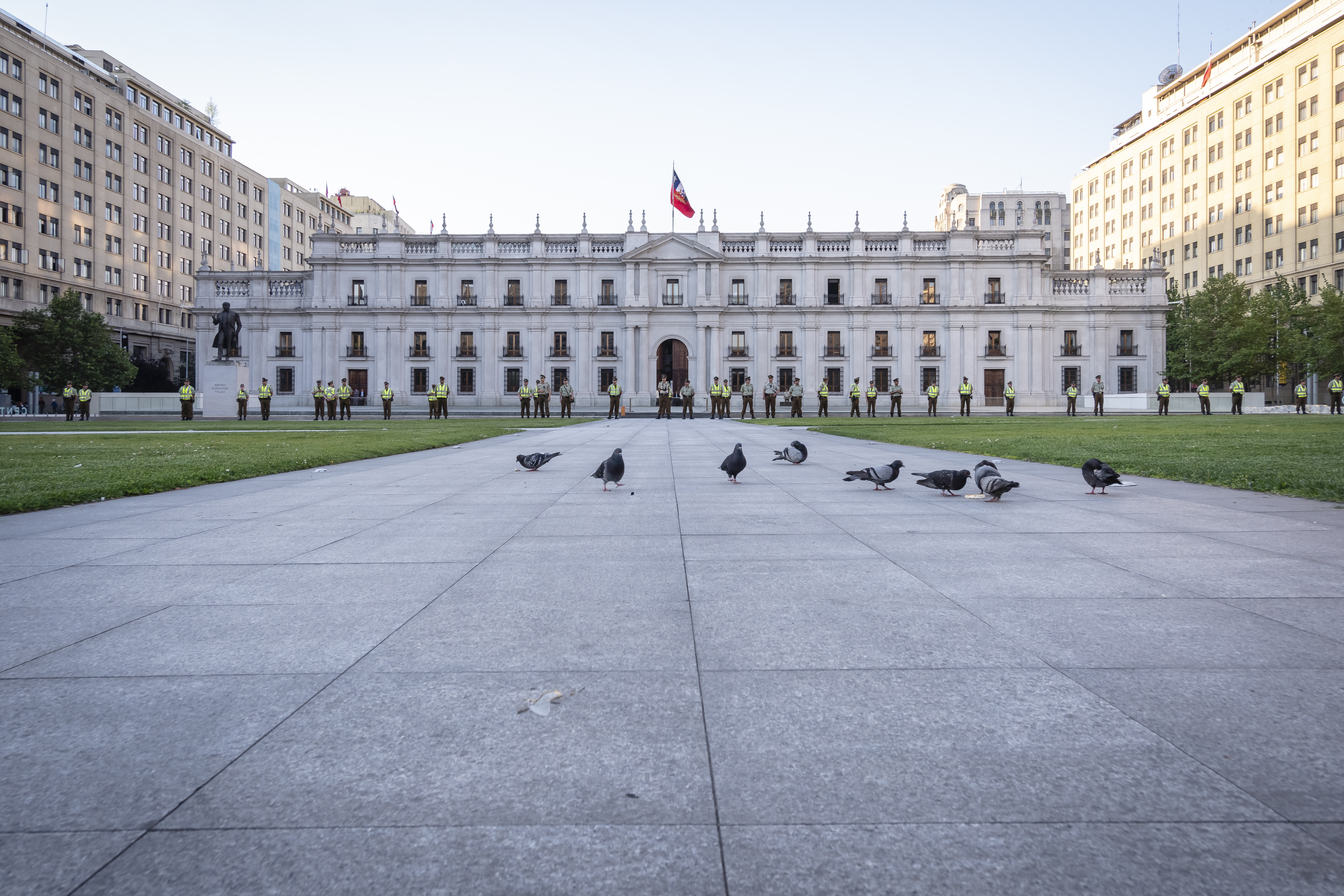
Blick nach Norden, über den Plaza de la Ciudadanía. Palast La Moneda
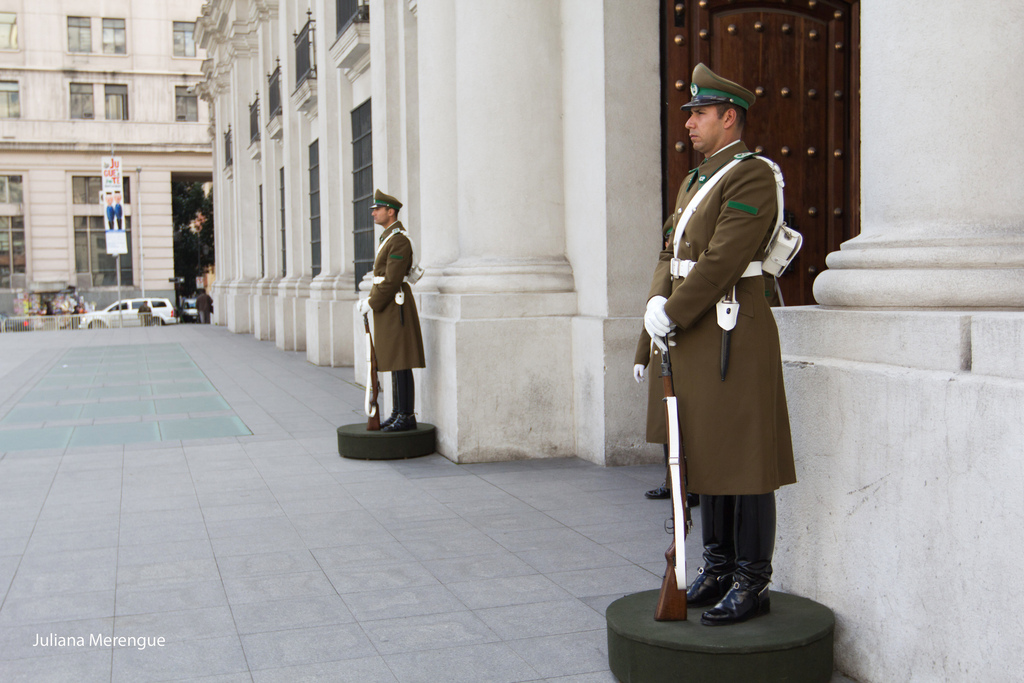
Der Wachposten der Elitewache Carabineros am Eingang des Palastes.
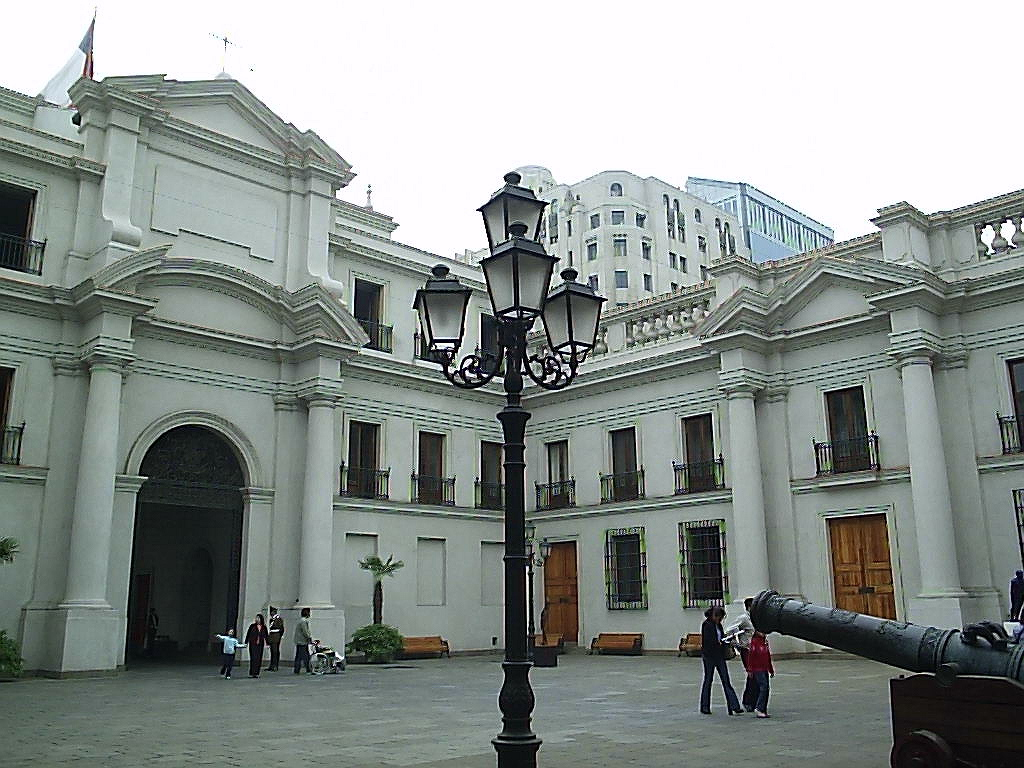
Palast-Innenhof Los Cañones
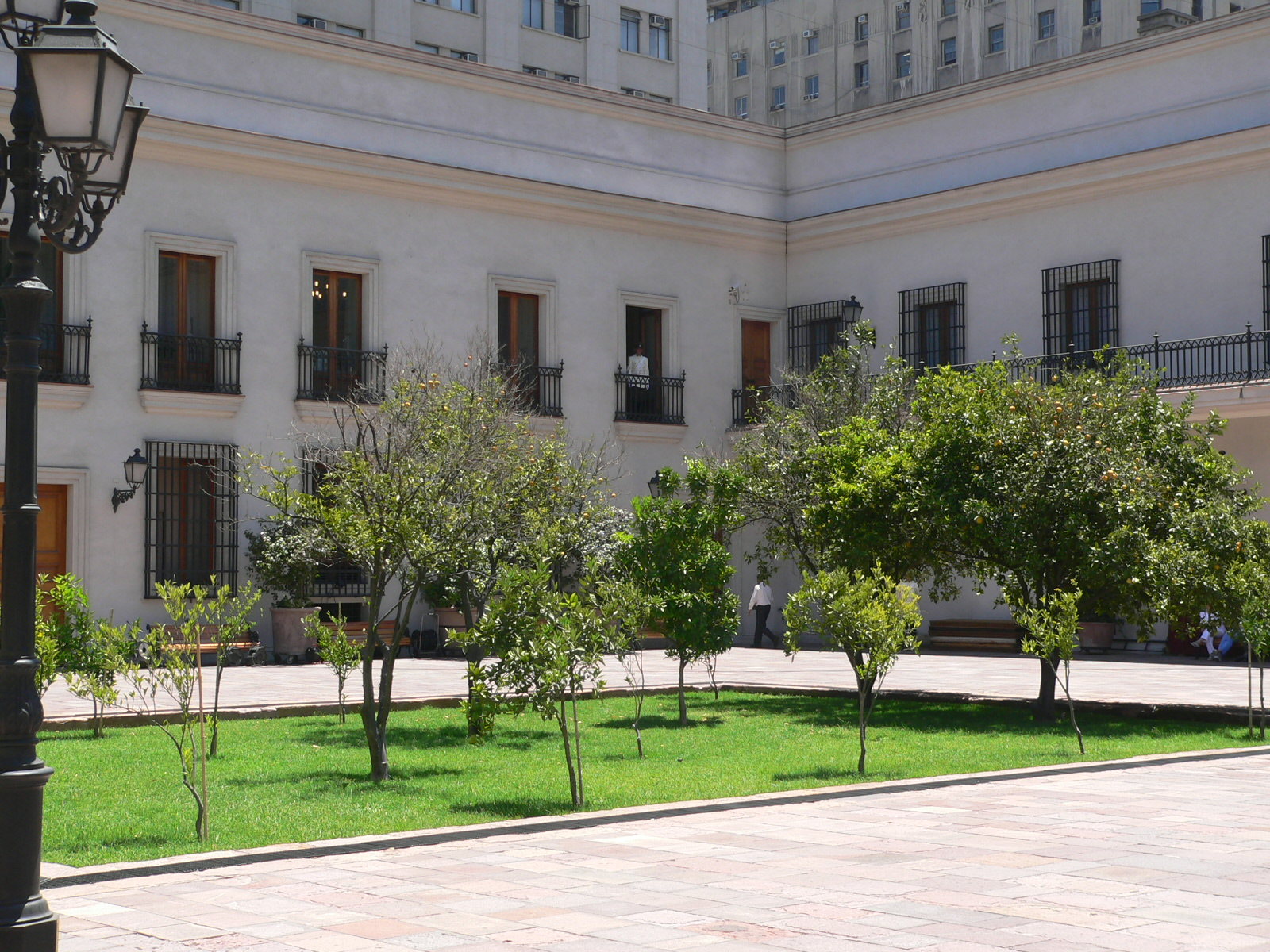
Palast-Innenhof Los Naranjos
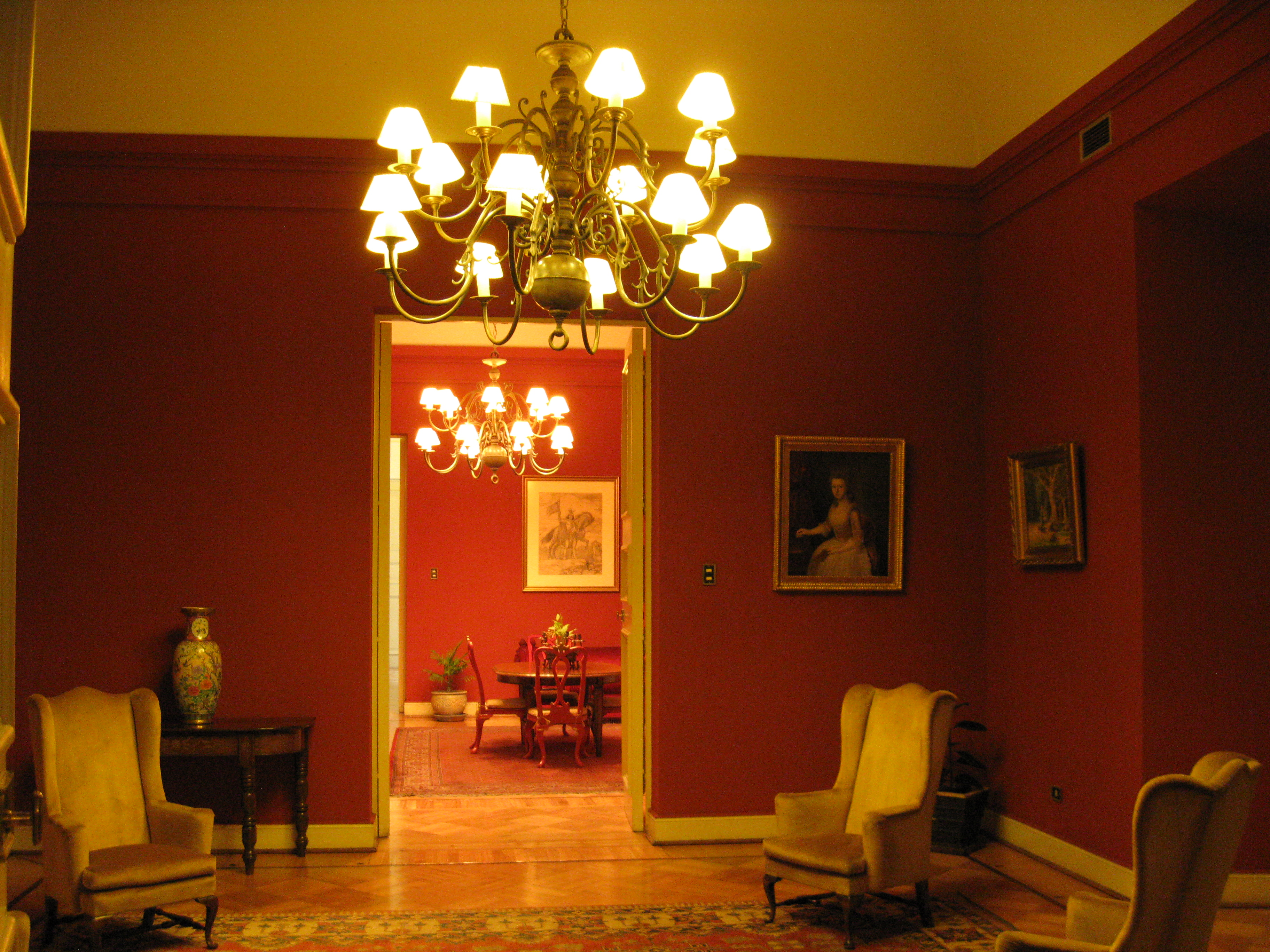
Salón Rojo
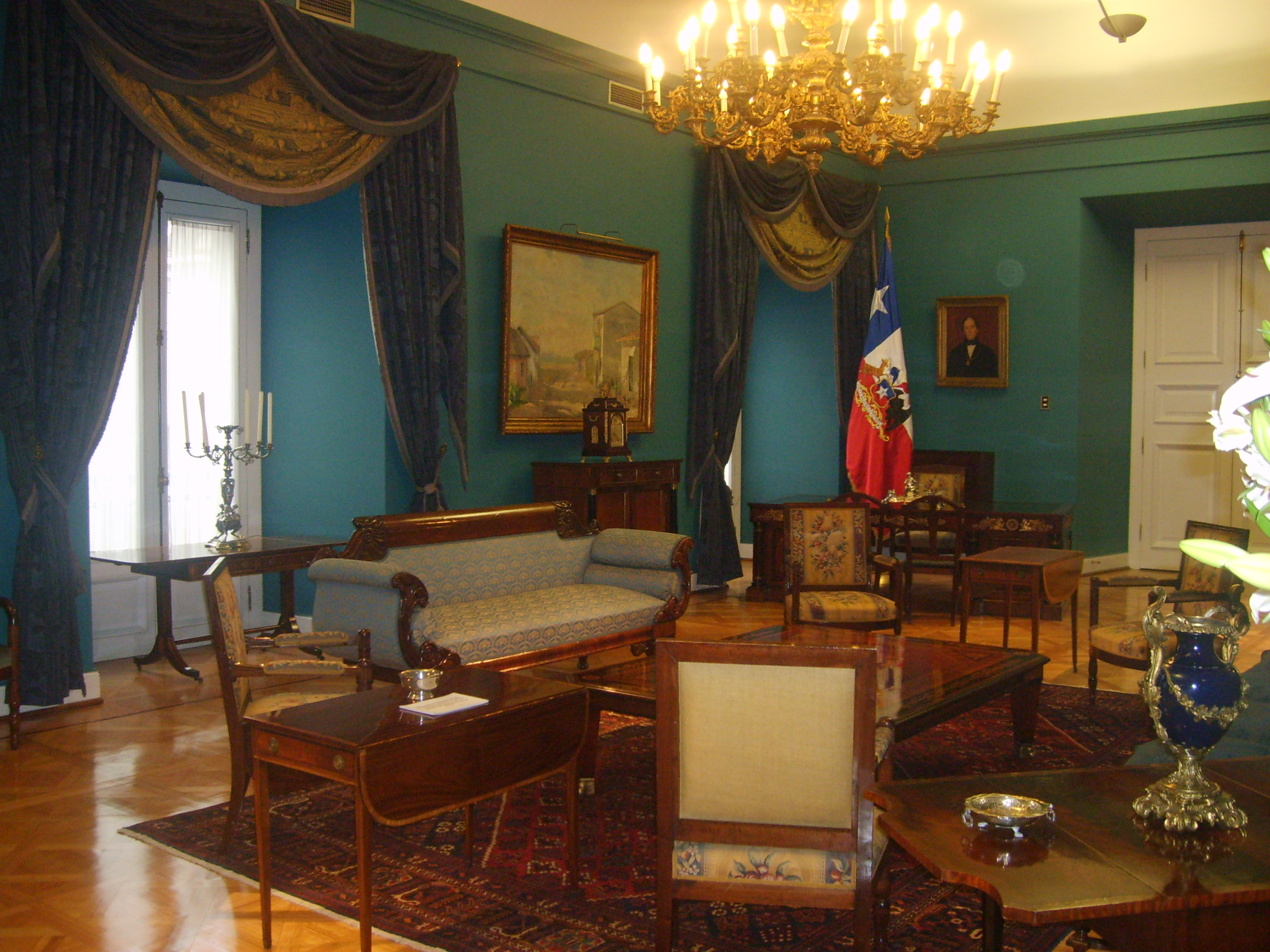
Salón Azul
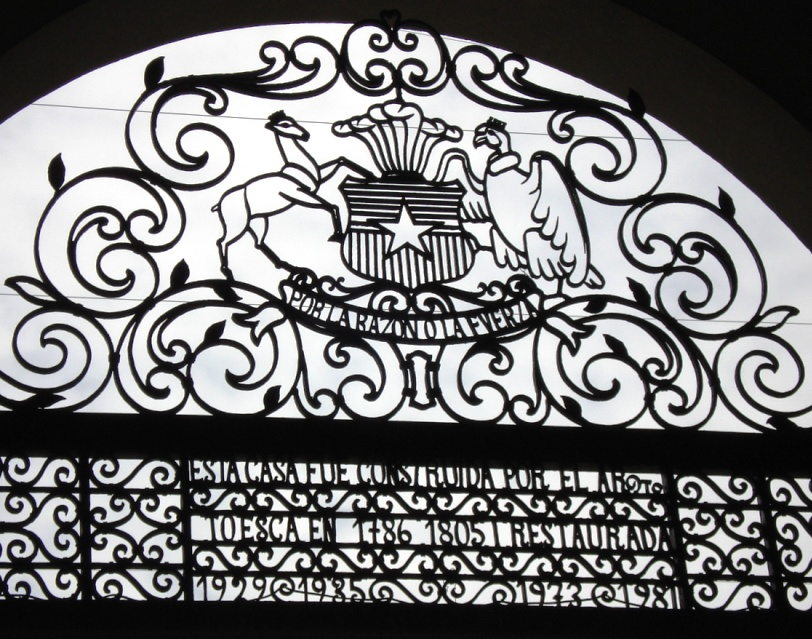
Beschreibendes Detail und Staatswappen in einem Portal über die Architektur und ihre nachfolgenden Verbesserungen
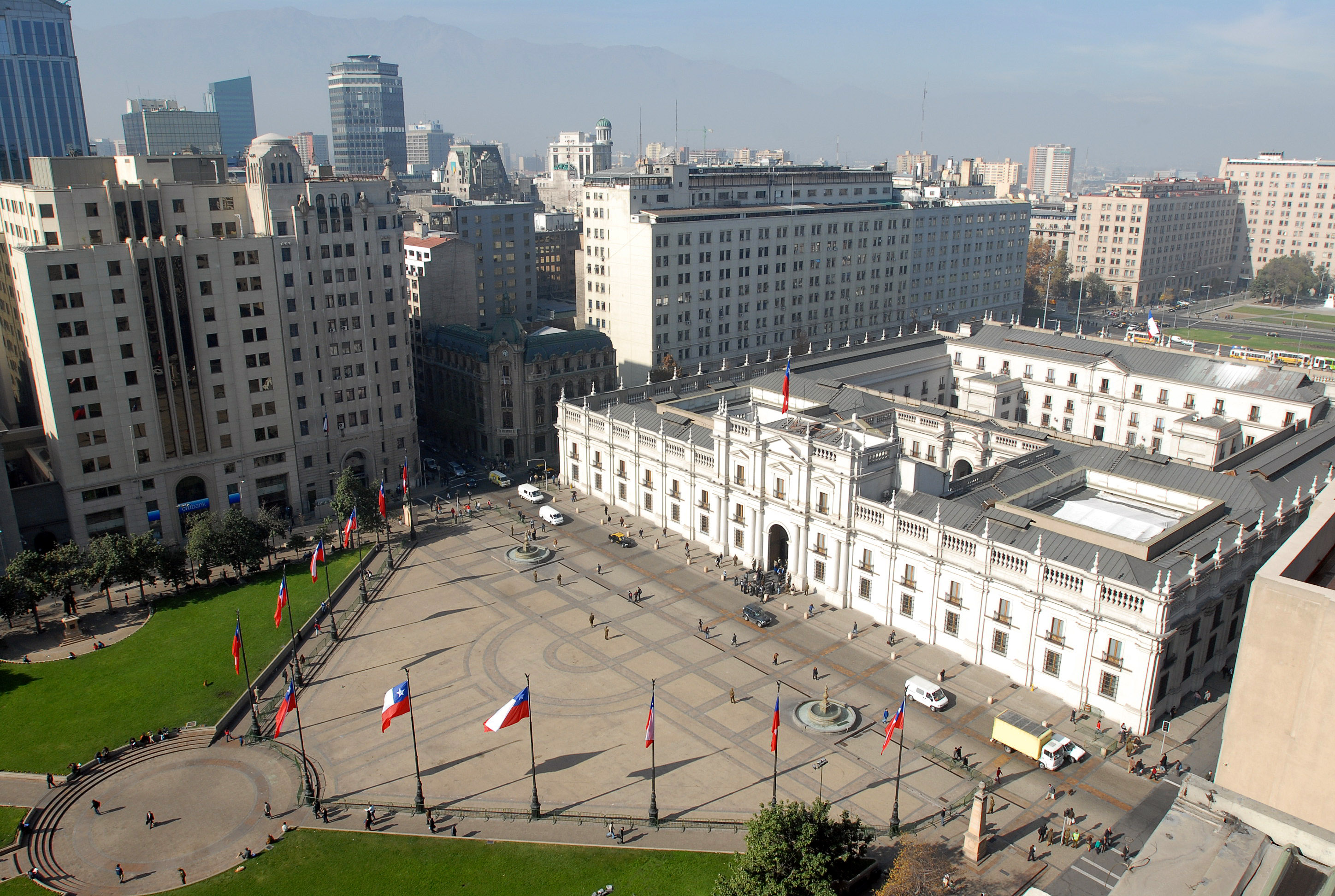
Plaza de la Constitución und Bürgerviertelgebäude
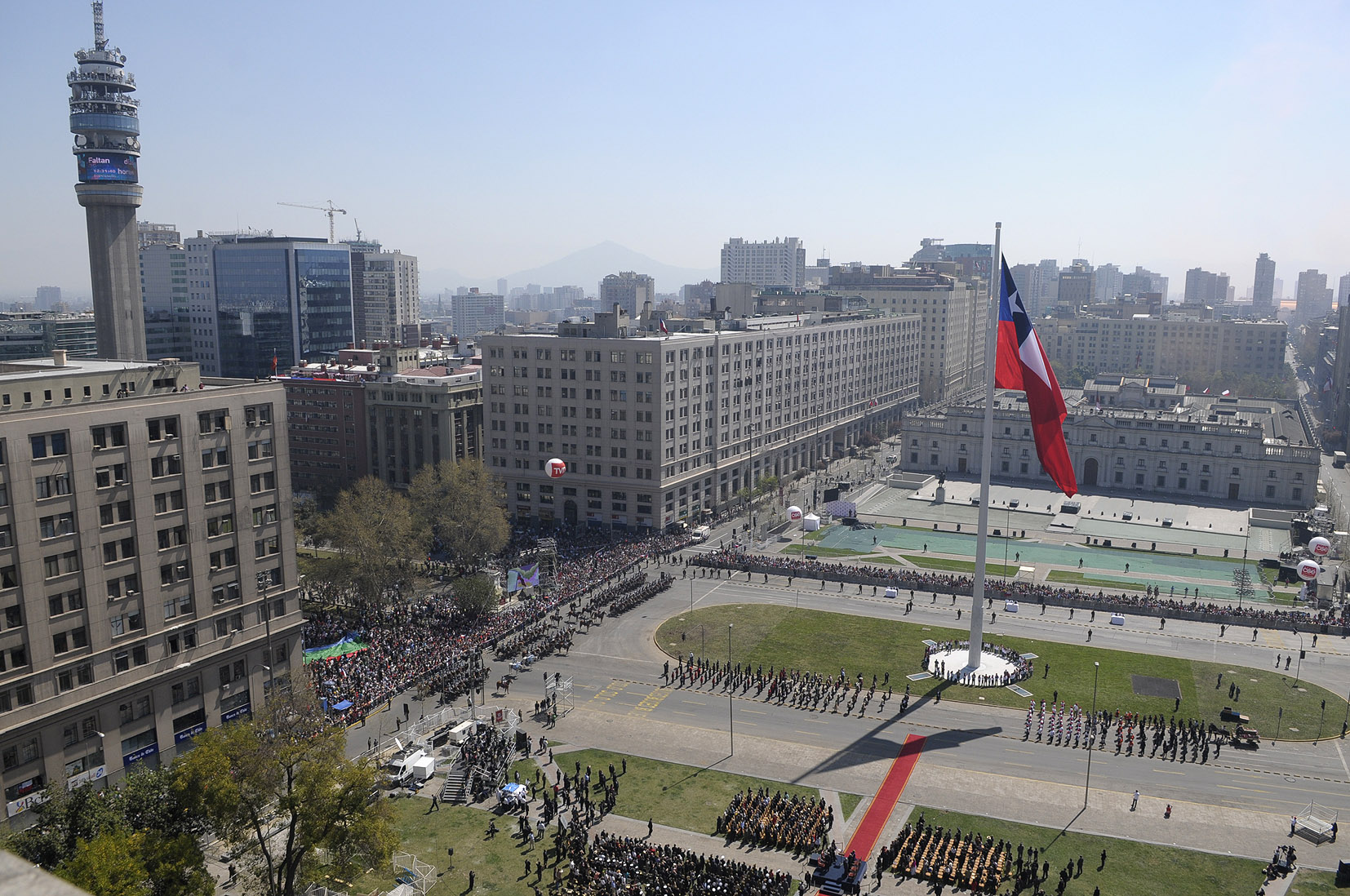
Plaza de la Ciudadanía und Hissen der „zweihundertjährigen Flagge“ vor dem Palast
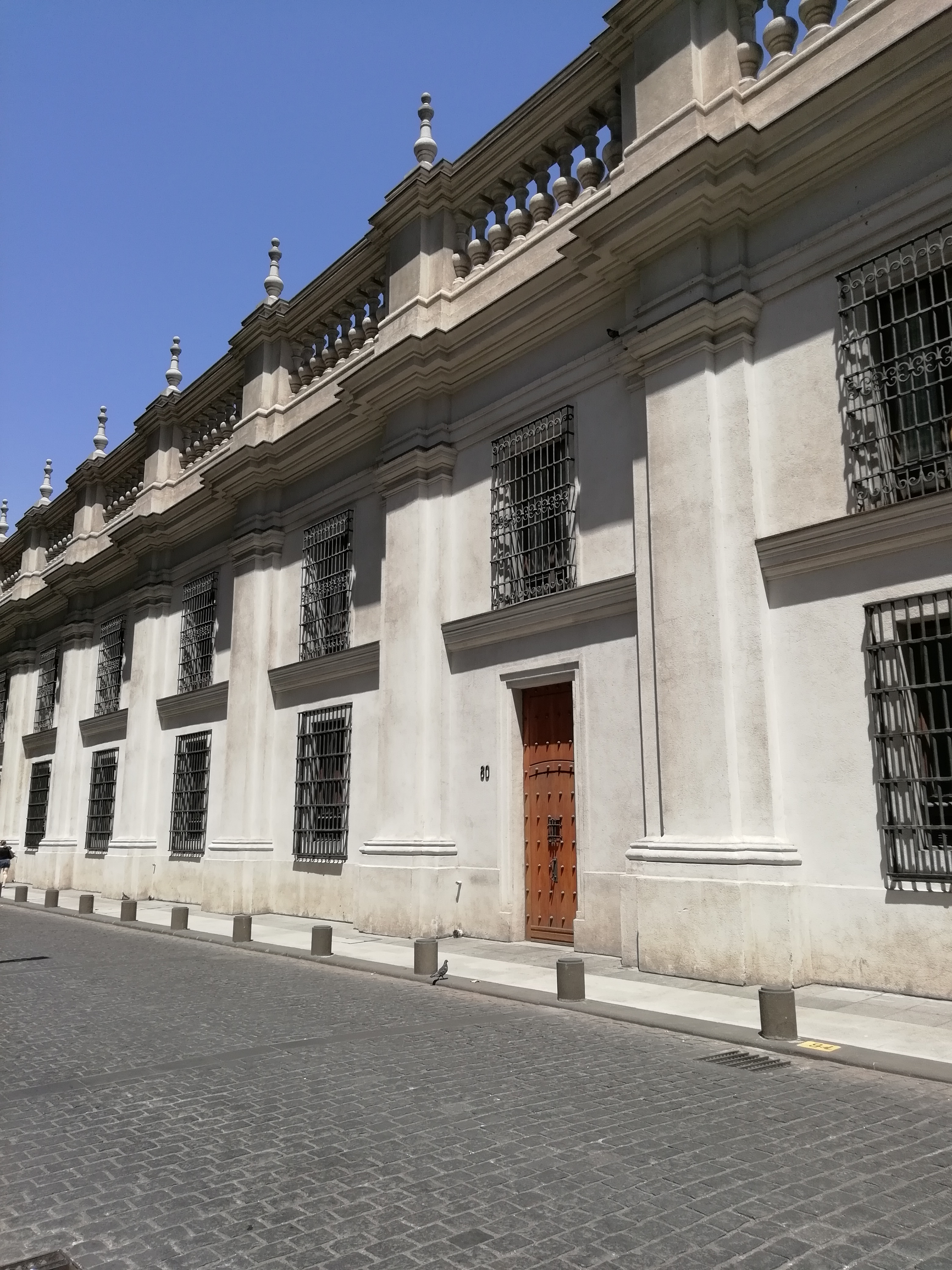
Morandé 80 Seiteneingang des Palastes
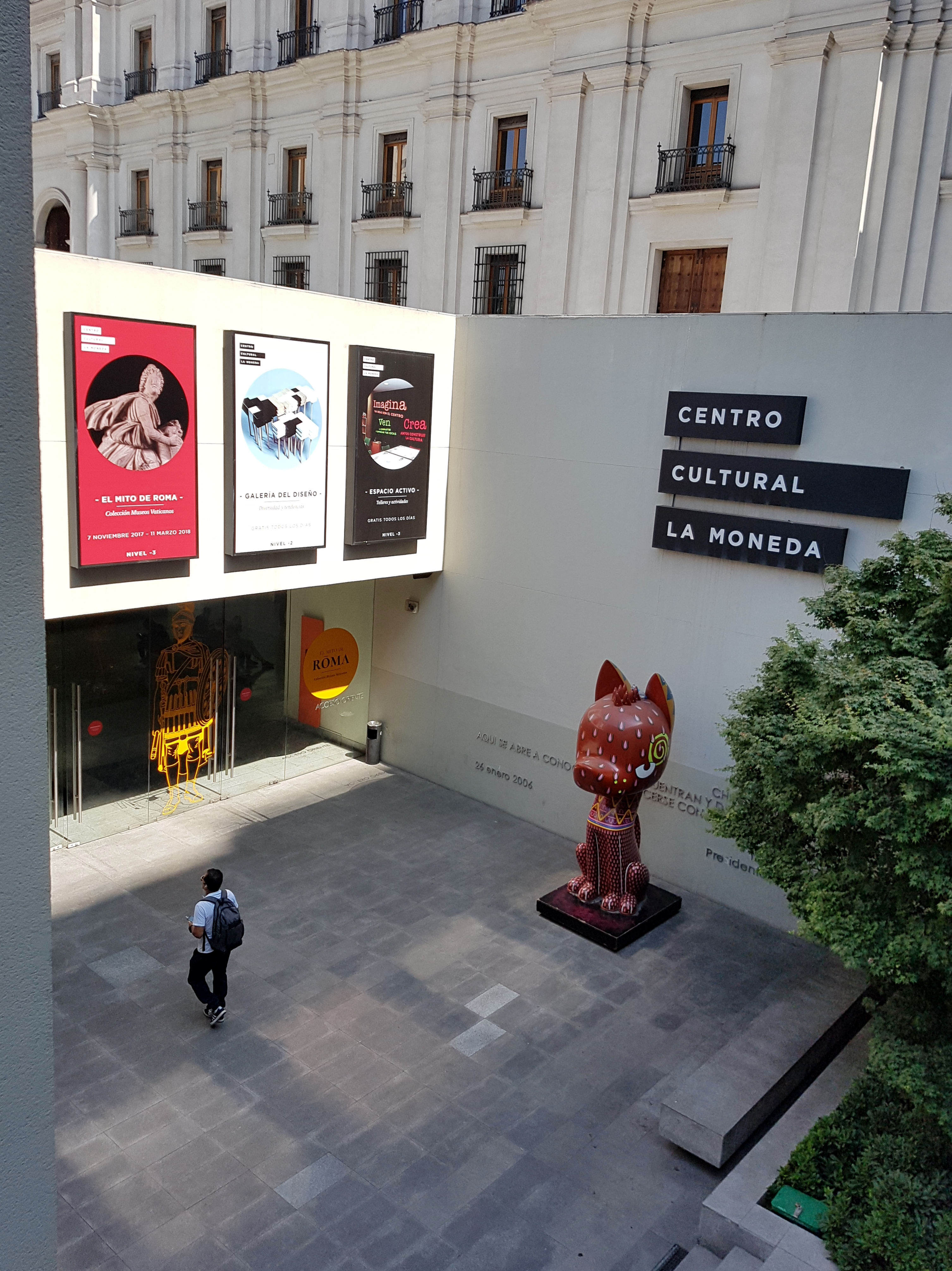
Kulturzentrum La Moneda. Palast La Moneda
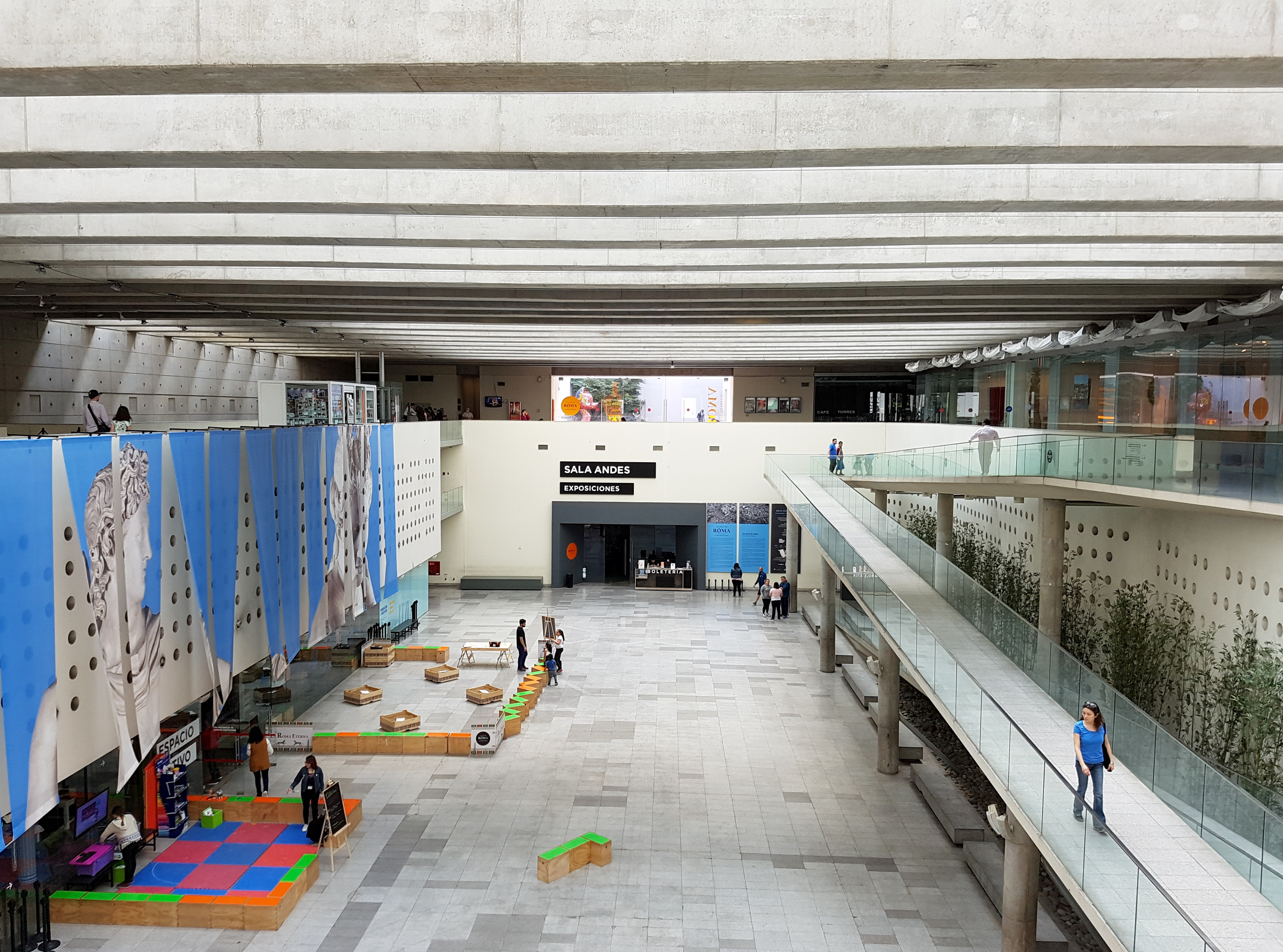
Innenraum des Kulturzentrums im Untergrund des Palastes
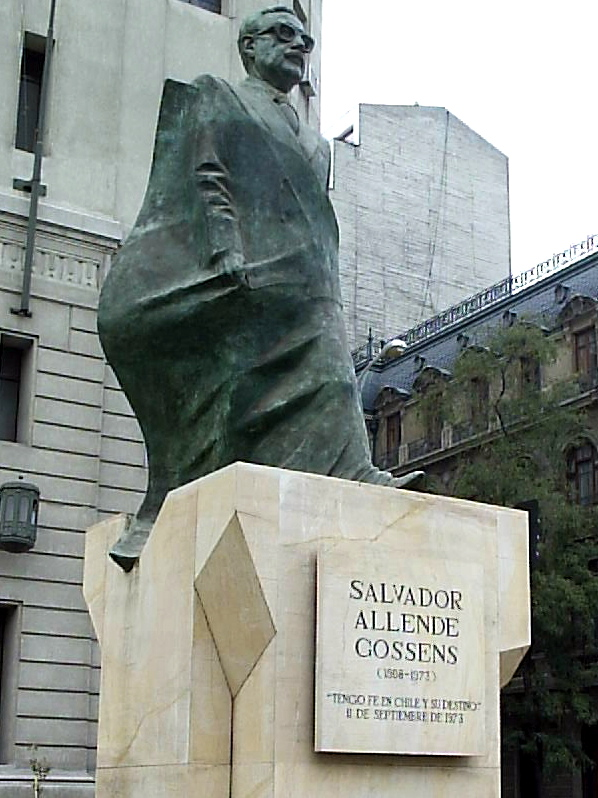
Salvador-Allende-Statue vor der Moneda
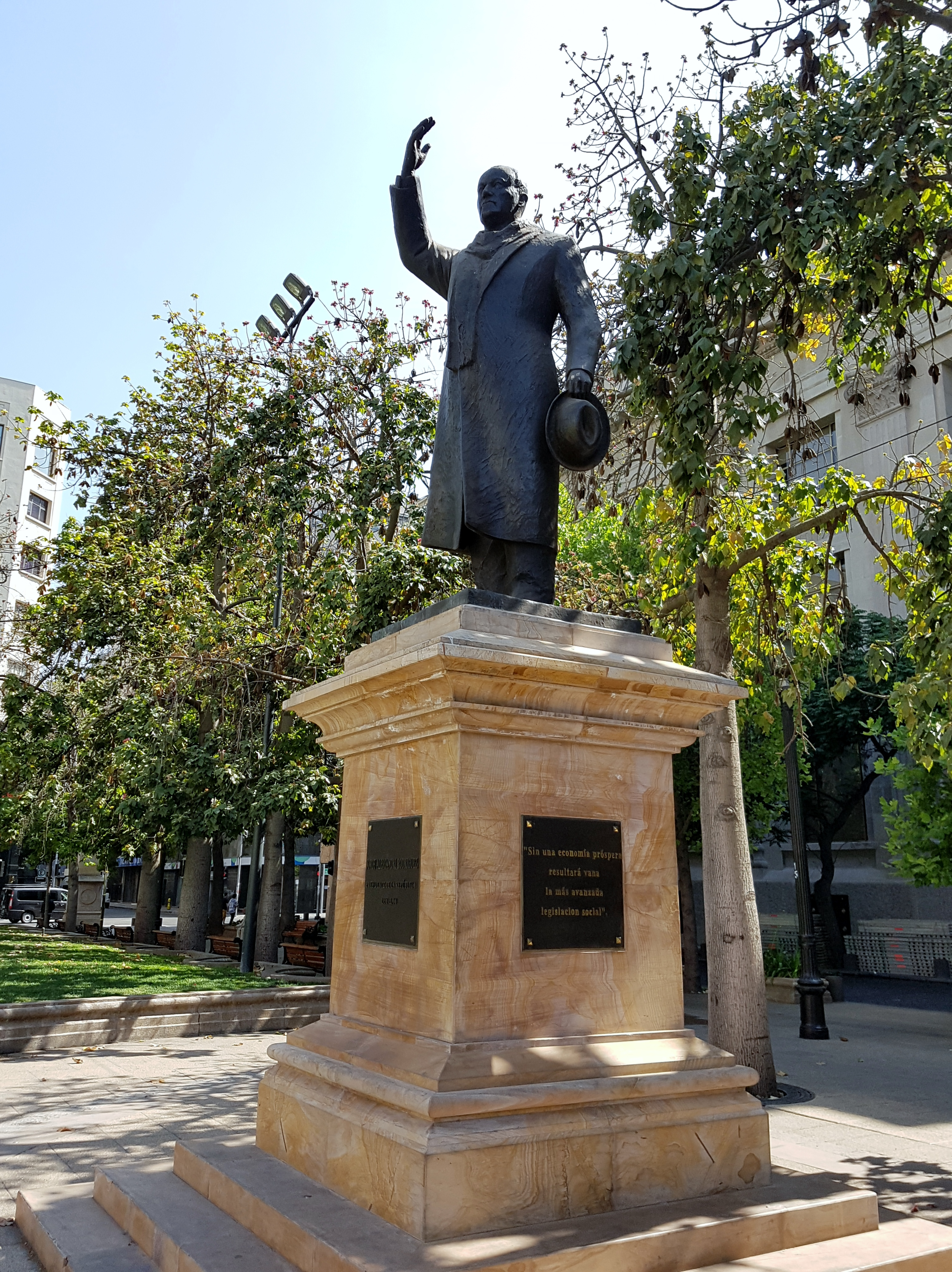
Jorge-Alessandri-Statue vor dem Palast
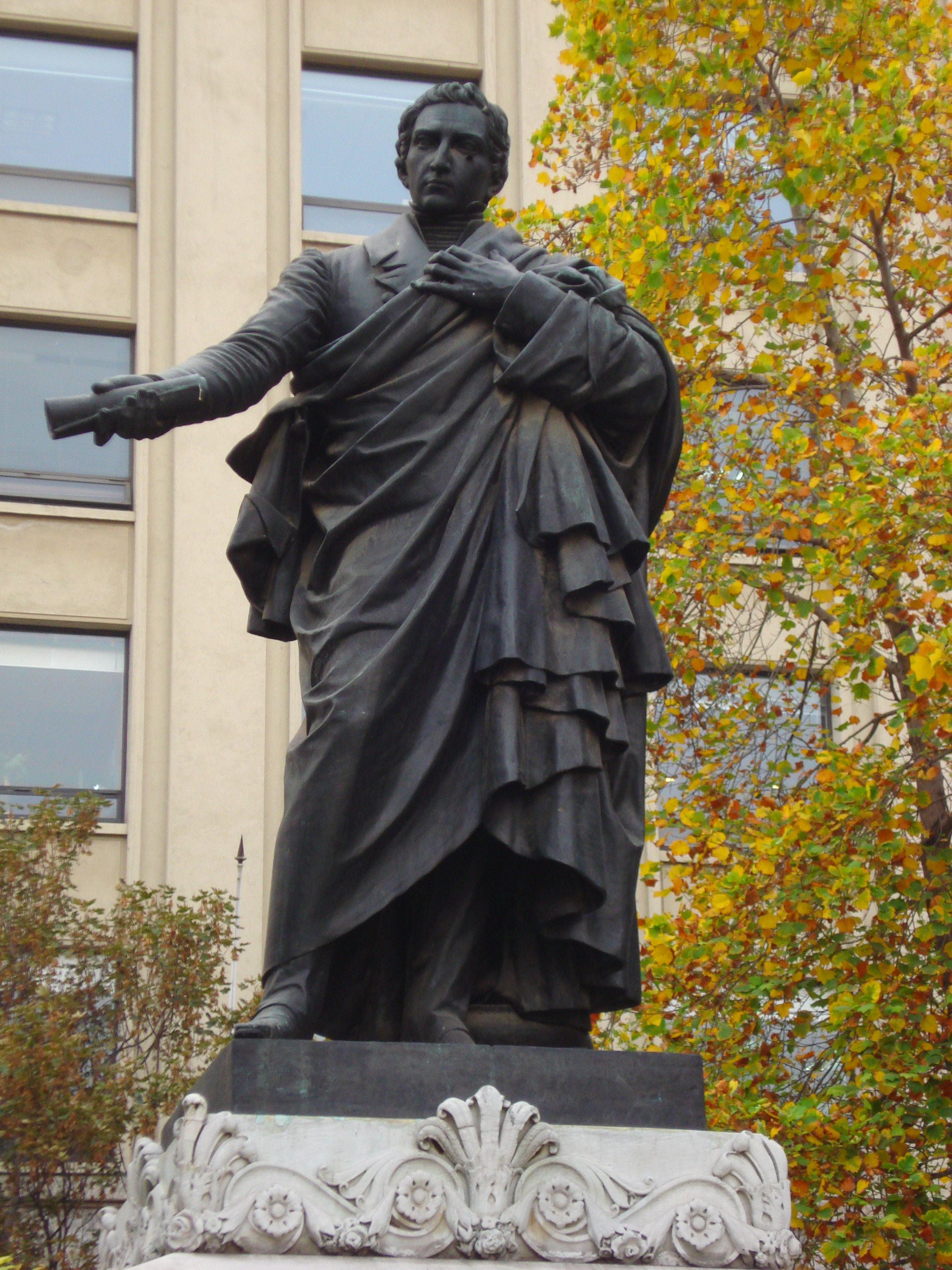
Diego-Portales-Statue vor dem Palast
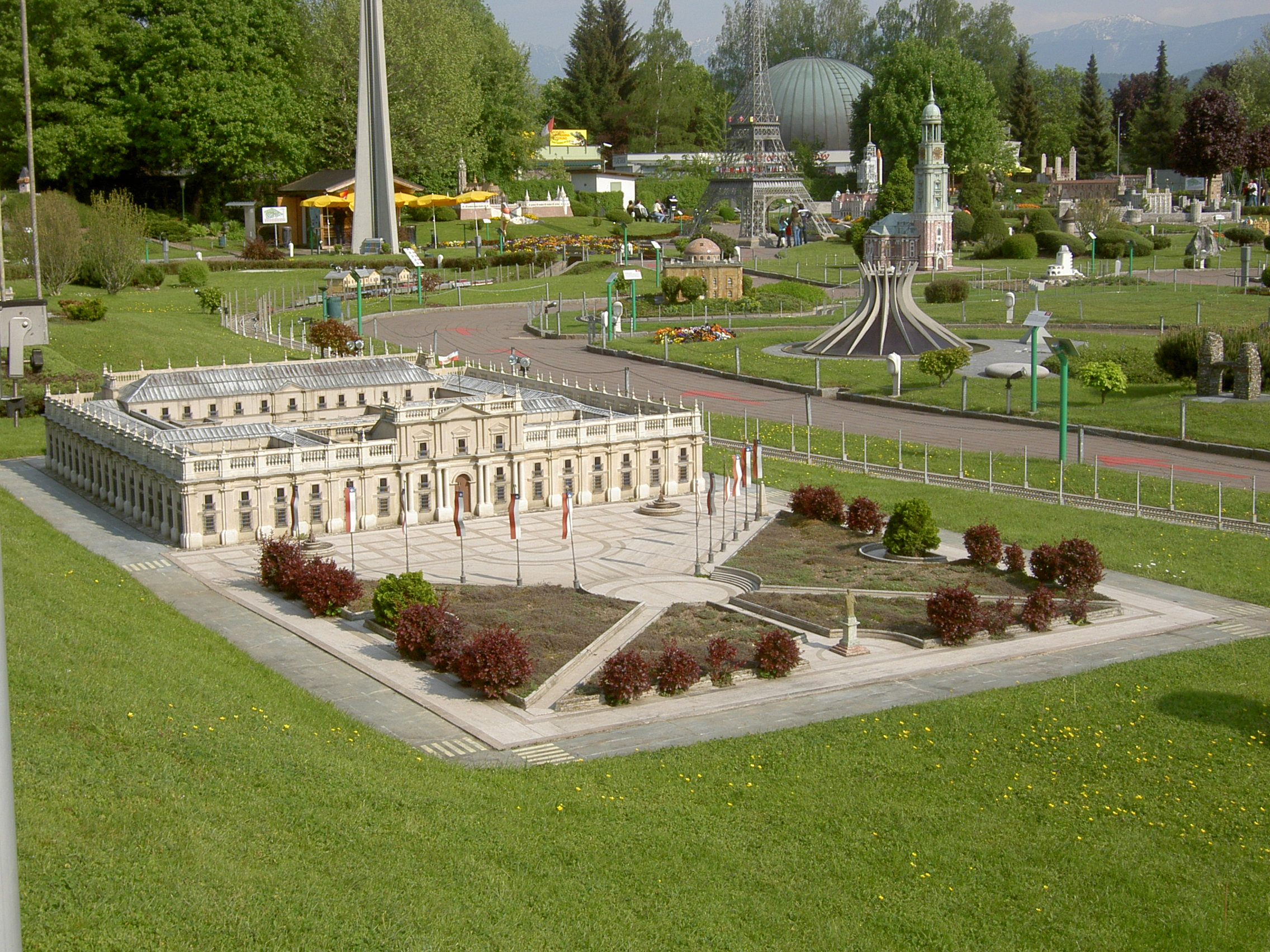
Palacio de La Moneda Modell im Minimundus Miniaturenpark.Österreich

## Film
- Patricio Guzman: Salvador Allende. Dokumentation, Frankreich, Chile, 2004, 100 Min. (Filmaufnahmen von der Bombardierung und dem Zustand heute)[10][11]